# Nino Assirelli
Giovannino "Nino" Assirelli (San Varano di Forlì, Emília-Romanya, 23 de juliol de 1925 - Forlì, 8 de juliol de 2018) va ser un ciclista italià que fou professional entre 1952 i 1962. Fou gregari d'Ercole Baldini i Pasquale Fornara i com a professional destaca una victòria d'etapa al Giro d'Itàlia de 1953, després de 220 km d'escapada, i una altra a la Volta a Espanya de 1960.
El 1954 fou tercer a la classificació general del Giro d'Itàlia, per darrere Carlo Clerici i Hugo Koblet.
El seu germà Alberto Assirelli també fou ciclista professional.

## Palmarès
- 1948
  - 1r a la Coppa Valle del Metauro
- 1953
  - Vencedor d'una etapa al Giro d'Itàlia
- 1955
  - 1r al Giro de Puglia i Lucania
- 1960
  - Vencedor d'una etapa a la Volta a Espanya

### Resultats al Giro d'Itàlia
- 1953. 61è de la classificació general. Vencedor d'una etapa
- 1954. 3r de la classificació general
- 1955. 55è de la classificació general
- 1956. 31è de la classificació general
- 1957. 58è de la classificació general
- 1958. 69è de la classificació general

### Resultats a la Volta a Espanya
- 1957. 51è de la classificació general
- 1960. Abandona